# Bisdom Janaúba
Het bisdom Janaúba (Latijn: Dioecesis Ianaubena) is een rooms-katholiek bisdom met als zetel Janaúba, in Brazilië. Het bisdom is suffragaan aan het aartsbisdom Montes Claros.

## Geschiedenis
Het bisdom werd opgericht op 5 juli 2000, uit delen van de bisdommen Januária en Montes Claros, en was suffragaan aan het aartsbisdom Diamantina. Op 25 april 2001 wisselde het van kerkprovincie en werd suffragaan aan het aartsbisdom Montes Claros. 

## Parochies
Het bisdom had in 2021 een oppervlakte van 29.296 km2 en telde 381.800 inwoners waarvan 94,5% rooms-katholiek was.

## Bisschoppen
- José Mauro Pereira Bastos (5 juli 2000 - 19 april 2006)
- José Ronaldo Ribeiro (6 juni 2007 - 24 september 2014)
- Guerrino Riccardo Brusati (27 mei 2015 - 12 juni 2019)
- Roberto José da Silva (12 juni 2019 - heden)

Montes Claros (aartsbisdom) · Janaúba · Januária · Paracatu